# Uniwersytet Lille I
Uniwersytet Lille I – francuski uniwersytet publiczny mający swoją siedzibę w Villeneuve-d’Ascq, założony w 1854 r. w Lille. Do Villeneuve d’Ascq został przeniesiony w 1967 r.

## Wybrani studenci i wykładowcy
Émile Borel, Pierre Bourdieu, Albert Calmette, Henri Cartan, Henri Lacaze-Duthiers, Szolem Mandelbrojt, Henri Padé, Ludwik Pasteur, Faustin-Archange Touadéra.